# 샤를 글레르
마크 가브리엘 샤를 글레르(Marc Gabriel Charles Gleyre, 1806년 5월 2일~1874년 5월 5일)는 스위스의 화가이다. 주로 프랑스 파리에서 활동했으며 1843년에 폴 들라로슈의 스튜디오를 인수하여 Henry-Lionel Brioux, 조르주 뒤 모리에, 클로드 모네, 오귀스트 르누아르, 루이프레데릭 쉬첸베르제, 알프레드 시슬레, 오귀스트 툴무슈, 제임스 애벗 맥닐 휘슬러 등 후에 이름을 널리 알린 여러 젊은 예술가들을 가르쳤다.

## 생애
글레르는 1806년 스위스 셰빌리에서 태어났다. 그의 부모님은 그가 8, 9살 때 돌아가셨고 그는 프랑스 리옹에 있는 삼촌 밑에서 자랐는데 삼촌은 그를 도시의 산업 학교에 보냈다. 그는 리옹에서 화가 장클로드 본퐁의 지도 아래 정식 미술 교육을 받았으며, 그 후 파리로 이사하여 루이 에르상이 지도 하는 에콜 데 보자르에서 교육을 받았다. 그는 또한 스위스 아카데미(Académie Suisse)에 다녔고 리차드 파크스 보닝턴의 스튜디오에서 수채화 기법을 공부했다. 그 후 이탈리아로 가서 화가 오라스 베르네와 스위스 화가 루이 레오폴드 로베르를 만났다.
글레르는 베르네의 추천으로 미국인 여행가 존 로웰 주니어와 함께 동지중해 지역을 여행하며 그 지역의 풍경과 민족학적 주제를 기록하였다. 그들은 1834년 봄에 이탈리아를 떠나 그리스, 튀르키예, 이집트를 방문했고, 1835년 11월 로웰이 인도로 떠날 때까지 함께 지냈다. 글레르는 이집트와 시리아를 계속 여행하며 1838년까지 프랑스로 돌아오지 않았다. 그는 카이로에서 안염(눈의 염증)에 걸려 건강이 완전히 망가진 채 리옹으로 돌아왔고 레바논에서는 열병에 걸려 쓰러지기도 했다.
건강을 회복한 후 그는 파리로 가서 루 드 유니버시테(rue de Université)에 소박한 스튜디오를 차리고 그의 마음속에서 서서히 형성되고 있던 아이디어들을 신중하게 구현하기 시작했다. Diana having the Bath와 Young Nubian이라는 두 개의 장식 패널이 그의 천재적인 재능의 거의 첫 번째 결실로 언급되었지만 이것들은 훨씬 후에야 대중의 관심을 끌었고 그의 예술적 경력을 실질적으로 시작한 그림은 1840년 살롱에 보내진 Apocalyptic Vision of St John이었다. 그 뒤를 이어 1843년 《저녁》이 2등 훈장을 받았고, 이후 이 작품은 《잃어버린 환상》(Lost Illusions)이라는 제목으로 널리 인기를 끌었다. 이 작품은 강둑에 머리를 숙이고 지친 자세로 앉아 있는 시인을 묘사하고 있는데 시인은 힘이 빠져 결국 손에서 리라를 놓친듯 보이며, 노래를 부르는 여성들이 탄 배는 천천히 시인에게서 떠나고 있다.

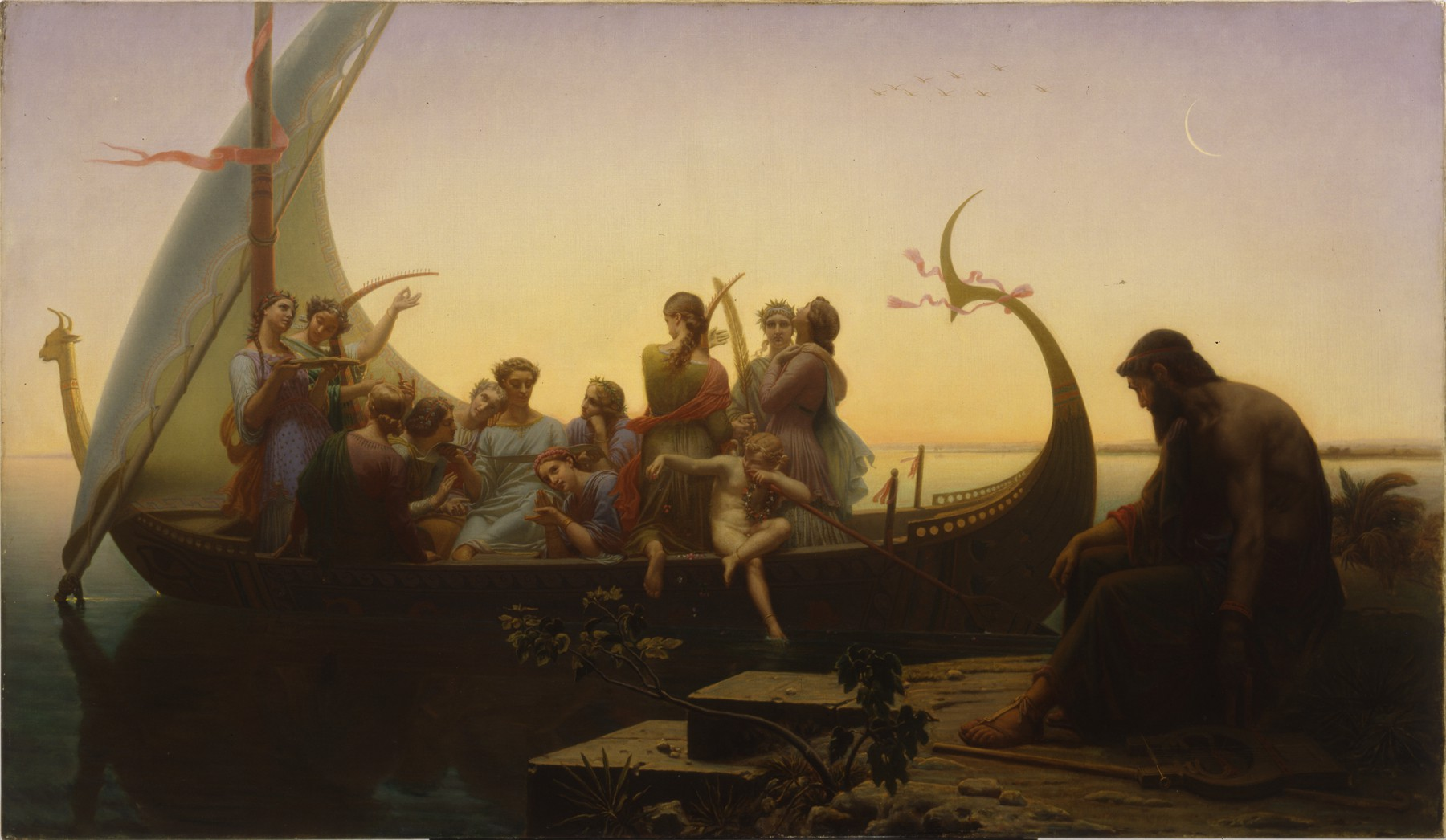
《잃어버린 환상》(Lost Illusions), 1865년과 1867년 사이, 루브르 박물관 소장

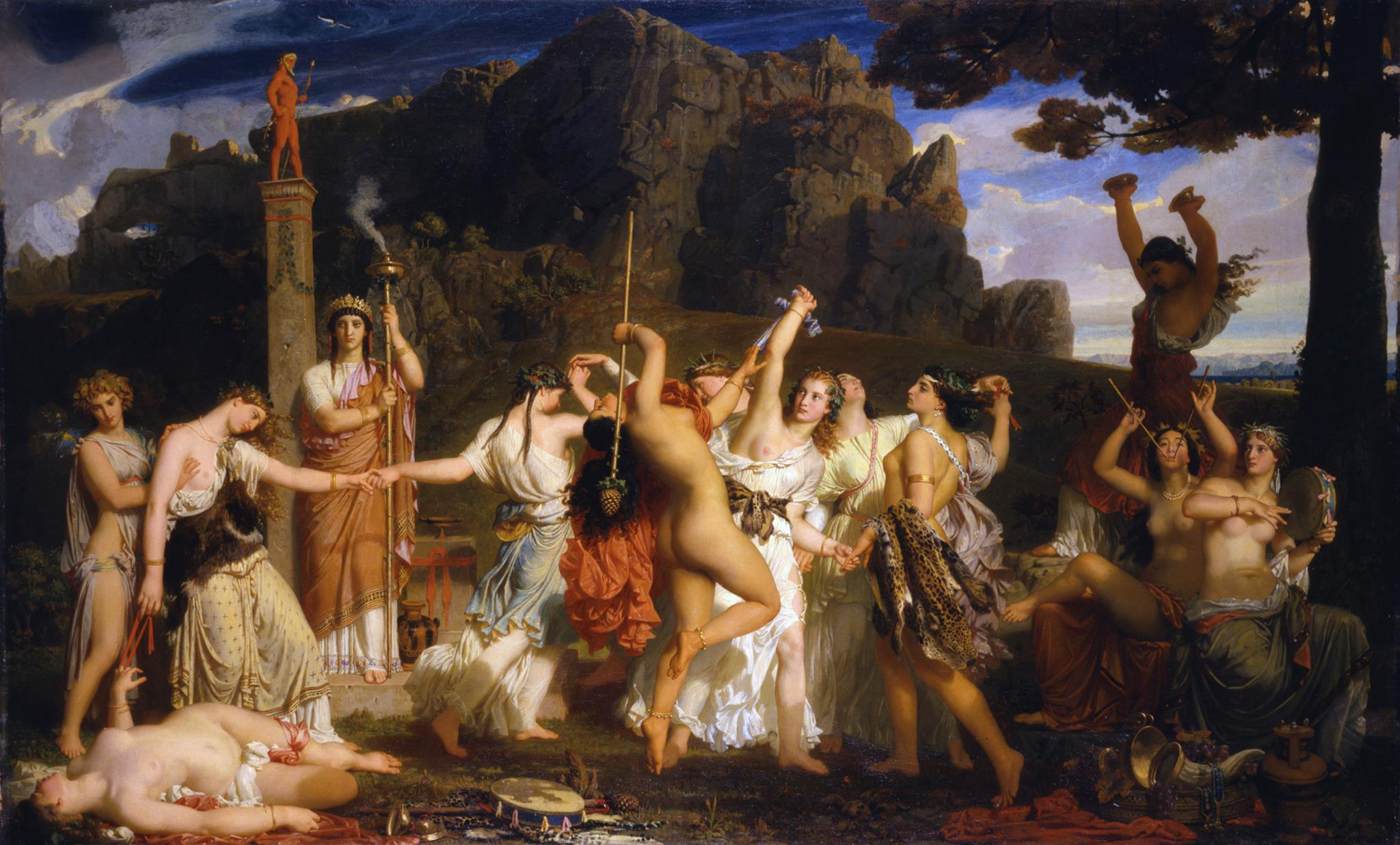
La Dance des bacchantes, 1849년

첫 활동이 이렇게 성공했음에도 불구하고 글레르는 대중적인 경쟁에서 물러나 남은 인생을 자신의 예술적 이상에 시간을 보내며 조용히 보냈으며, 대중의 쉬운 박수갈채를 추구하지도 않았고, 자신의 예술을 부와 명예를 얻기 위한 수단으로 삼지도 않았다. 글레르는 1845년에 'Separation of the Apostles을 전시한 이후로는 1849년 La Dance des bacchantes을 제외하고는 살롱에 아무것도 출품하지 않았다. 하지만 그는 꾸준히 일했고 생산적으로 움직였다. 그는 "고생하는 데 무한한 능력"을 가지고 있었으며, 어떤 방법으로 이처럼 놀라운 작품성을 완성했느냐는 질문에 "즐거운 여행(En y pensant toujours)"이라고 대답하곤 했다. 어느 한 작품에 대한 첫 번째 구상과 그것을 구체화하는 데는 수년이 걸리는 경우가 많았고, 구체화 작업만 해도 첫 번째 단계와 마지막 단계 까지 수년이 걸리는 경우가 많았다. 겉보기에도 완성된 듯 보이고 그의 동료 예술가들조차도 완성되었다고 생각한 그의 풍경화에 대해 글레르만이 하늘을 미처 완성하지 않았다는 사실을 자각하는 경우도 있었다.
1843년 파리의 사립 교사였던 폴 들라로슈의 작업실을 인수하면서 글레르는 교사로서 영향력을 갖게 되었다. 그가 가르친 학생으로는 장레옹 제롬, 장루이 아몽, 오귀스트 툴무슈, 휘슬러, 그리고 클로드 모네, 오귀스트 르누아르, 알프레드 시슬레, 프레데리크 바지유 등 저명한 인상파 화가들이 있다. 그는 학생들에게 강의료를 청구하진 않았지만, 자신의 작품 속 모델로 활동하는 것으로 보답하길 바랬다. 그들은 또한 학교 운영에 있어서 발언권을 부여 받았다.
그는 공직생활에서 거의 완전히 은퇴하였지만 정치에 깊은 관심을 가졌고, 정치 저널을 열심히 찾아 읽었다. 루이 필리프 1세의 통치 기간 동안 그의 스튜디오는 일종의 자유주의 클럽의 모임 장소가 되었다. 그는 알자스-로렌에서 망명한 사람들을 위해 개최된 회고전을 방문하던 중 1874년 5월 5일에 갑자기 사망했다. 그는 결혼한 적이 없었다.

## 작품

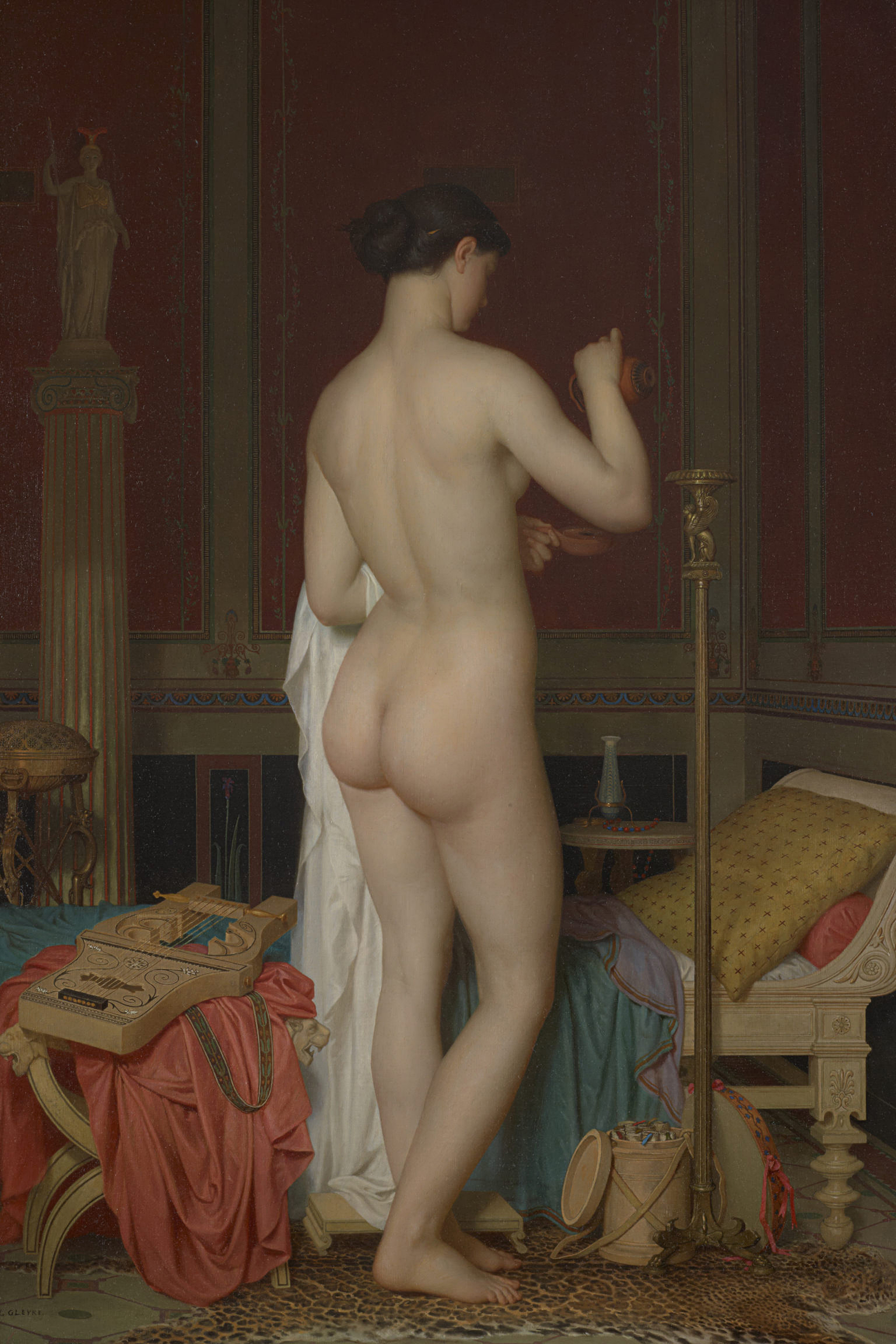
《사포》(Sappho), 1867년

철학자 이폴리트 텐은 글레르의 미완성 유작인 《지상낙원》에 대해 "산으로 둘러싸인 낙원의 숭고하고 즐거운 풍경 속에 서 있는 아담과 이브의 순수함, 행복, 아름다움의 꿈"이라고 묘사했다. 그의 다른 작품으로는 파괴의 물이 막 물러가기 시작한 황무지 위를 질주하는 두 천사를 묘사한 《대홍수》(Deluge), 인물로 가득 차 있지만 복잡하지 않고 정교한 표현으로 다양한 전투원과 도망자 무리의 움직임을 훌륭하게 표현한 《레마누스 전투》(Battle of the Lemanus), 우화에 어머니의 사랑이라는 요소를 새롭게 추가하여 회개하는 청년을 환영하는 어머니의 모습을 담은 《탕아》(Prodigal Son)가 있으며, 이 외에도 《룻과 보아즈》(Ruth and Boaz), 《율리시즈와 나우시카》(Ulysses and Nausicaa), 《옴팔레 발치에 선 헤라클레스》(Hercules at the Feet of Omphale), 《사포》(Sappho)라는 이름으로 잘 알려진 〈젊은 아테네인〉(Young Athenian), 《미네르바와 님프》(Minerva and the Nymphs), 《비너스와 아도니스》(Venus and Adonis), 《다프니스와 클로에》(Daphnis and Chloë), 《사랑과 파르카》(Love and the Parcae) 등이 있다. 그는 또한 상당수의 드로잉과 수채화, 그리고 여러 초상화도 남겼는데, 그 중에는 1852년 4월 Revue des deux mondes에 조각된 하인리히 하이네의 슬픈 얼굴도 있다. 클레멘트(Clement)의 작품 목록에는 스케치와 습작을 포함하여 총 683개의 작품이 있다.

## 갤러리

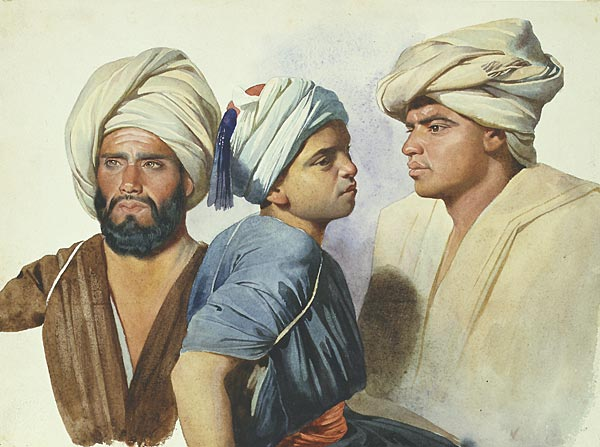
Trois Fellahs, 1835년
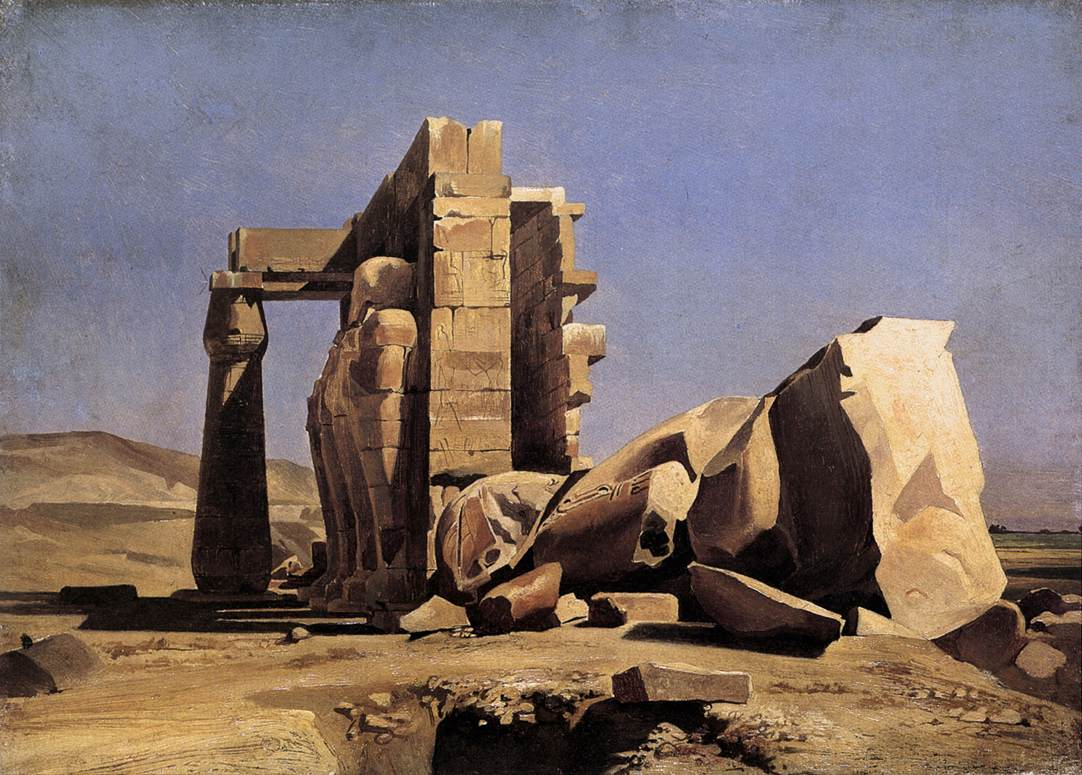
《이집트 사원》(Temple égyptien), 1840년
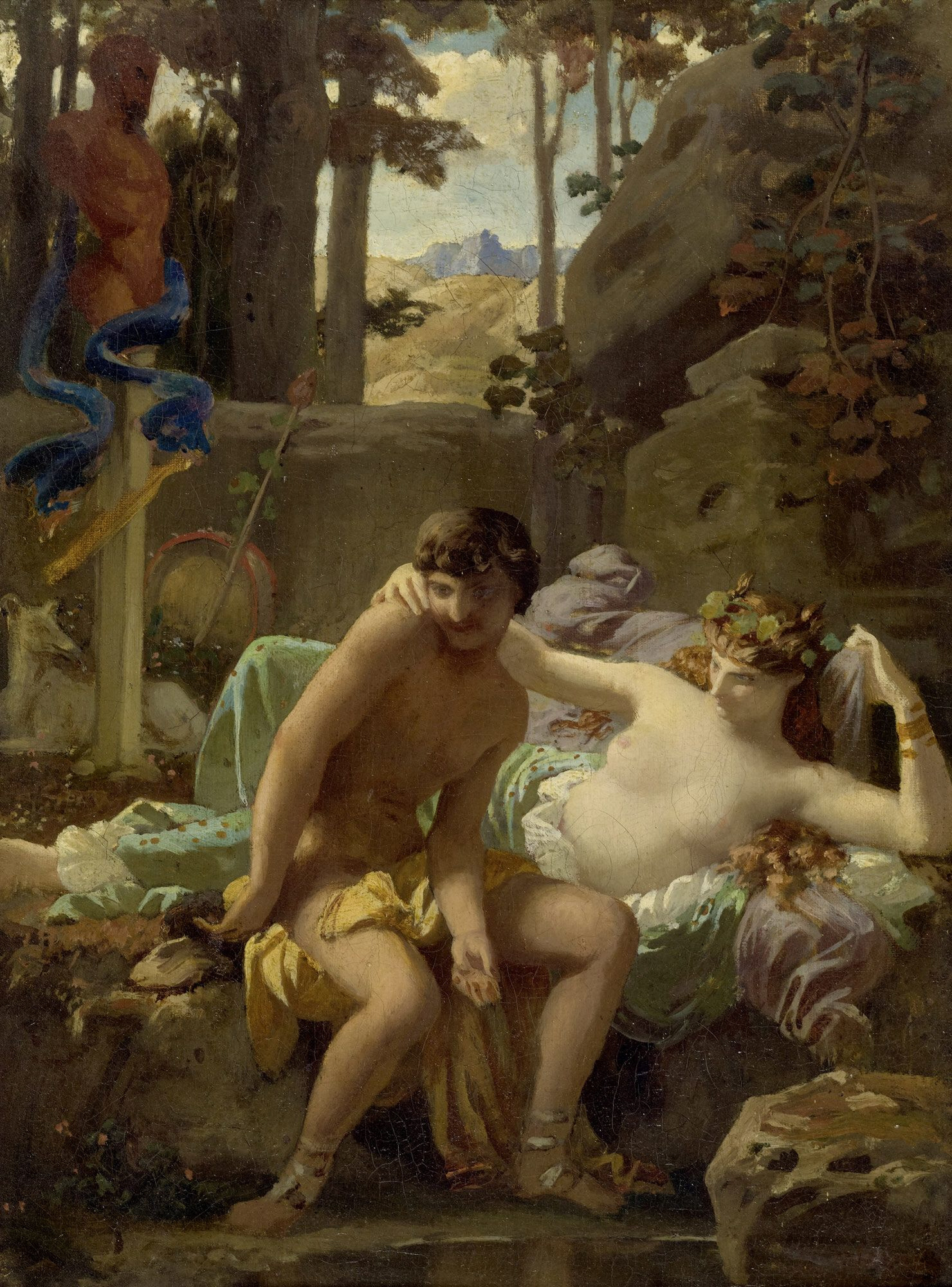
Cléonis et Cydippe, 1843년
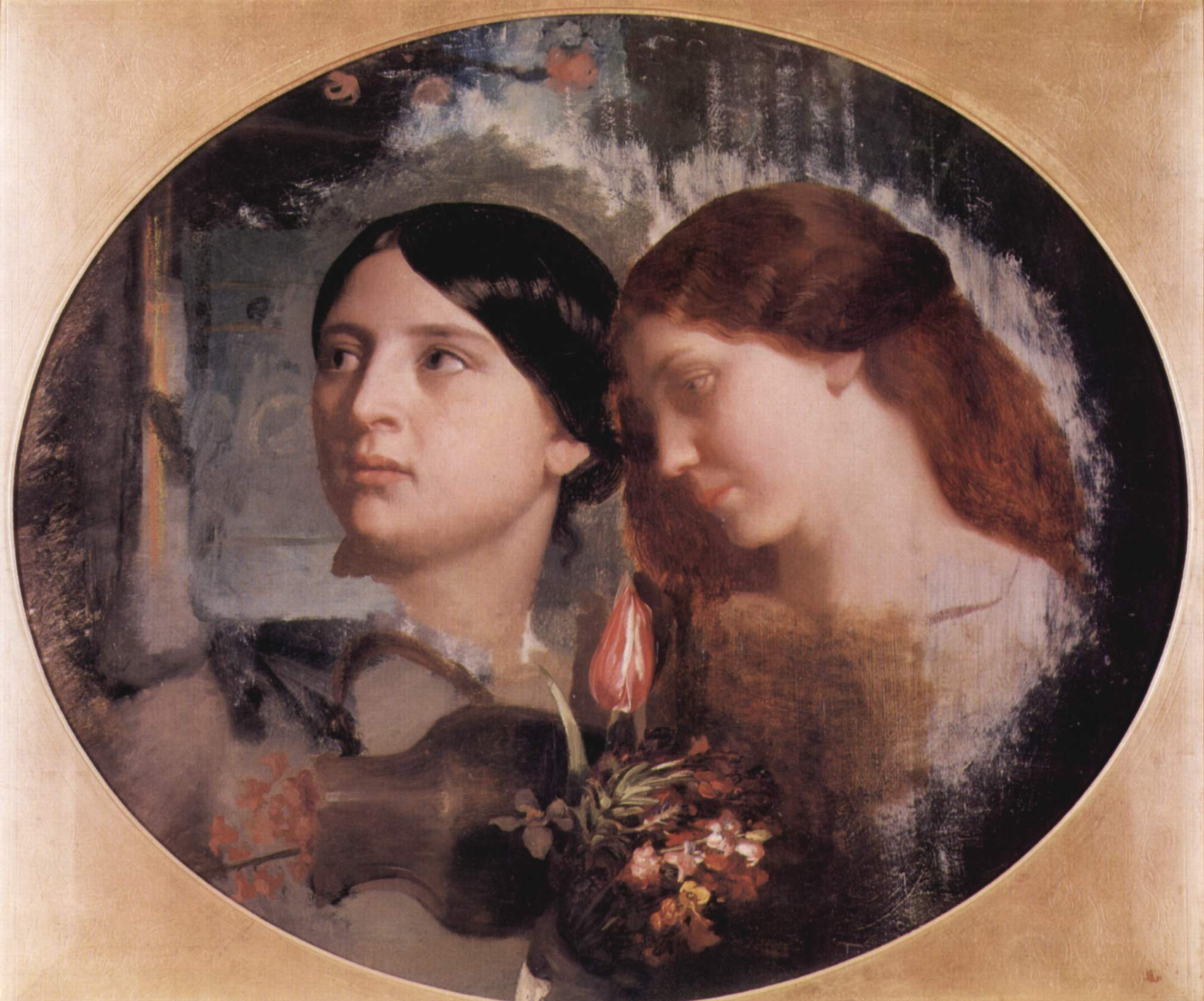
《꽃다발을 든 두 여인》(Deux Femmes avec bouquet), 1850년경
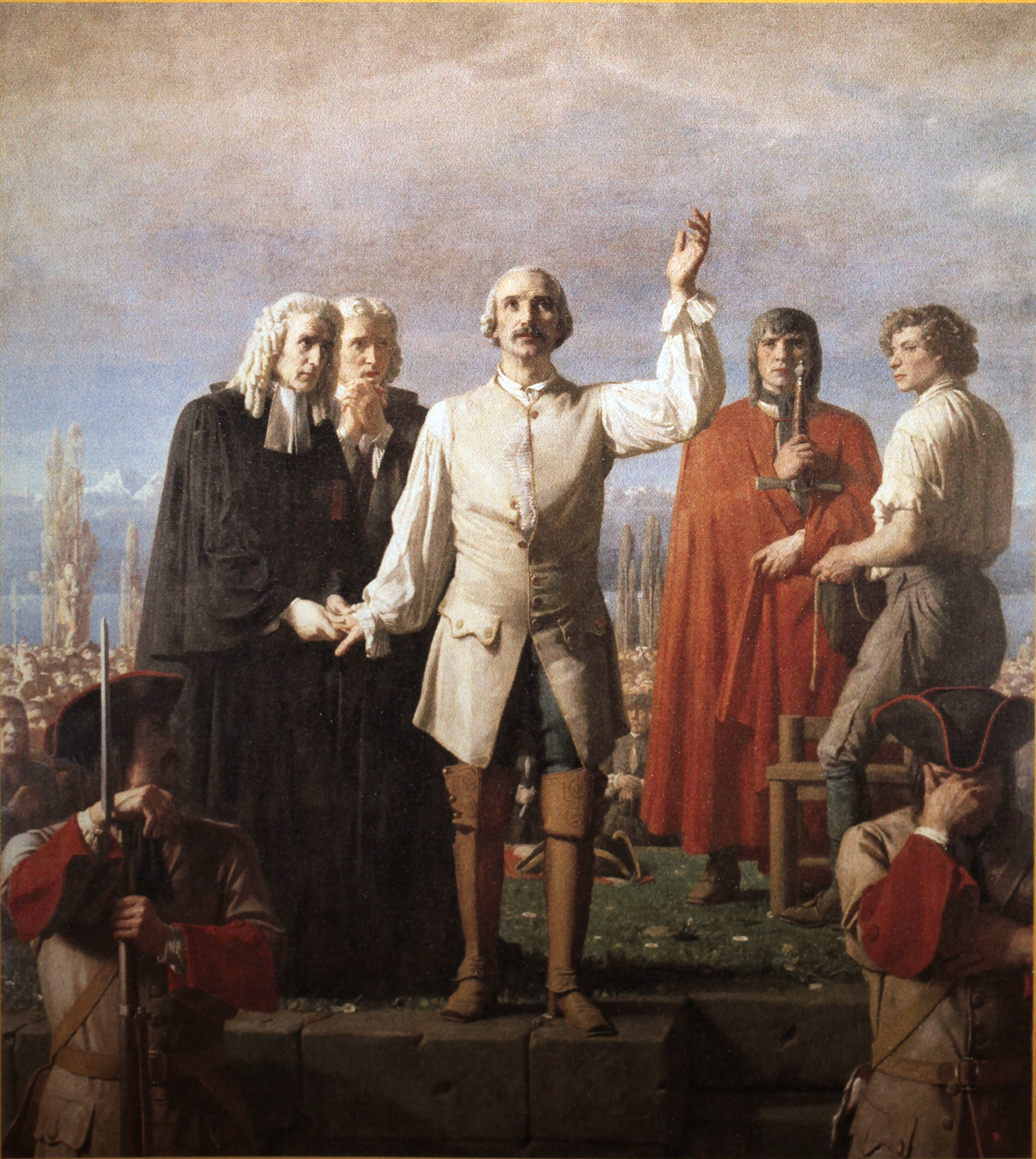
《사령관 다벨의 처형》, 1850년